# Maurice Ville
Philippe Maurice Ville (* 30. Oktober 1901 in Saint-Denis; † 12. April 1982 in Bobigny) war ein französischer Radrennfahrer und Schrittmacher.
Maurice Ville war Profi-Rennfahrer von 1923 bis 1928. 1923 gewann er die Katalonien-Rundfahrt, 1924 belegte er bei Paris–Roubaix den zweiten Rang hinter Jules Vanhevel. Zudem gewann er weitere Rennen wie die Tour du Vaucluse (1924) und Brüssel–Paris (1927).
1924 nahm Ville an der Tour de France teil, gab aber gemeinsam mit seinen Freunden Francis und Henri Pélissier nach der dritten Etappe auf, obwohl er zu diesem Zeitpunkt auf dem zweiten Platz lag. Vor allem Vorjahressieger Henri Pélissier hatte sich über die angeblich „schikanösen“ Regelauslegungen erbost. In einem darauf folgenden Interview mit dem französischen Journalisten Albert Londres beklagten sich die drei Rennfahrer über die Strapazen bei der Tour und berichteten zudem über Dopingpraktiken, indem sie ihre „Mittelchen“ wie Chloroform und Kokain auf dem Tisch ausbreiteten. 1927 fuhr Ville für das Opel-ZR-III-Team.
Nach seinem Rücktritt als Radrennfahrer wurde Maurice ein erfolgreicher Schrittmacher bei Steherrennen. Viermal führte er Fahrer zum Weltmeistertitel: 1938 den Deutschen Erich Metze, 1952, 1953 und 1954 den Belgier Adolph Verschueren.